# Saint-Martin-kanalen
Saint-Martin-kanalen (Canal Saint-Martin) begynder i det nordlige Paris ved Place de Stalingrad og fører ned til Bassin de l'Arsenal indtil Seinen. Kanalen begynder i Bassin de la Villette, ved Canal de l'Ourcq, tilflyder storbyområdet fra nordøst. Kanalen blev bygget efter ordre givet i 1802 af Napoleon, kanalen var dog først færdig i 1825.
Kanalen er 27 meter bred (i de underjordiske dele 16-24 m) og har fem sluser (écluses) – fire af dem dobbeltsluser – og to drejebroer (ponts tournants) med navnene Dieu og Grange-aux-Belles.